# بن گاسکوینه
سیدنی چارلز بارتولومیو "بن" گاسکوینه (به انگلیسی: Sidney Charles Bartholemew "Ben" Gascoigne) ‏ (۱۱ نوامبر ۱۹۱۵ – ۲۵ مارچ ۲۰۱۰) ستاره‌شناسی نیوزیلندی بود که در زمینه نورسنجی تخصص داشت. وی نقش رهبری در طراحی و راه اندازی بزرگترین تلسکوپ نوری استرالیا را بر عهده داشت که یکی از مهم‌ترین امکانات نجومی دنیا می‌باشد. او در ناپیر نیوزیلند زاده شد و تحصیلات خود را در اوکلند و دانشکده بریستون به اتمام رسانید و پس از آن در جنگ جهانی دوم برای کار در رصدخانه خورشیدی مشترک‌المنافعی در کوه استرومولو در کانبرا به استرالیا کرد. او در زمینه طراحی و ساخت دستگاه‌های نوری مانند اجزای تلسکوپ متخصص بود.